# Storie di santo Stefano e san Giovanni Battista
Le Storie di Santo Stefano e San Giovanni Battista sono un ciclo di affreschi nella cappella Maggiore del Duomo di Prato, eseguiti da Filippo Lippi e aiuti tra il 1452 e il 1465. L'opera ha un ruolo centrale nella vicenda artistica del Lippi e nell'evoluzione dell'arte rinascimentale in generale.

## Storia
Il Preposto del Duomo di Prato Geminiano Inghirami era un personaggio influente dell'epoca, ben allacciato con personaggi importanti a Roma ed a Firenze. Quale umanista ed estimatore dell'arte più all'avanguardia nell'orizzonte fiorentino, commissionò spesso opere ad artisti rinascimentali e spesso riuscì a farli venire a lavorare a Prato, come Donatello e Michelozzo al pulpito esterno della cattedrale.

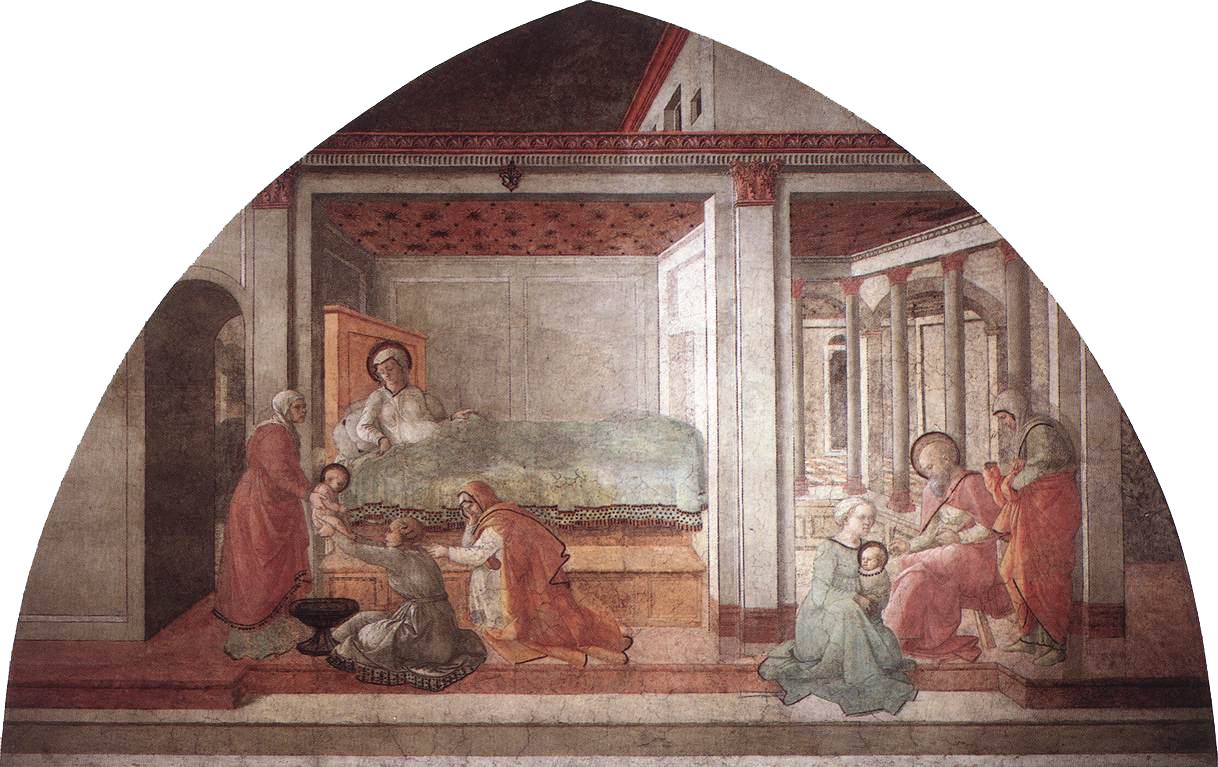
Nascita del Battista e Imposizione del nome

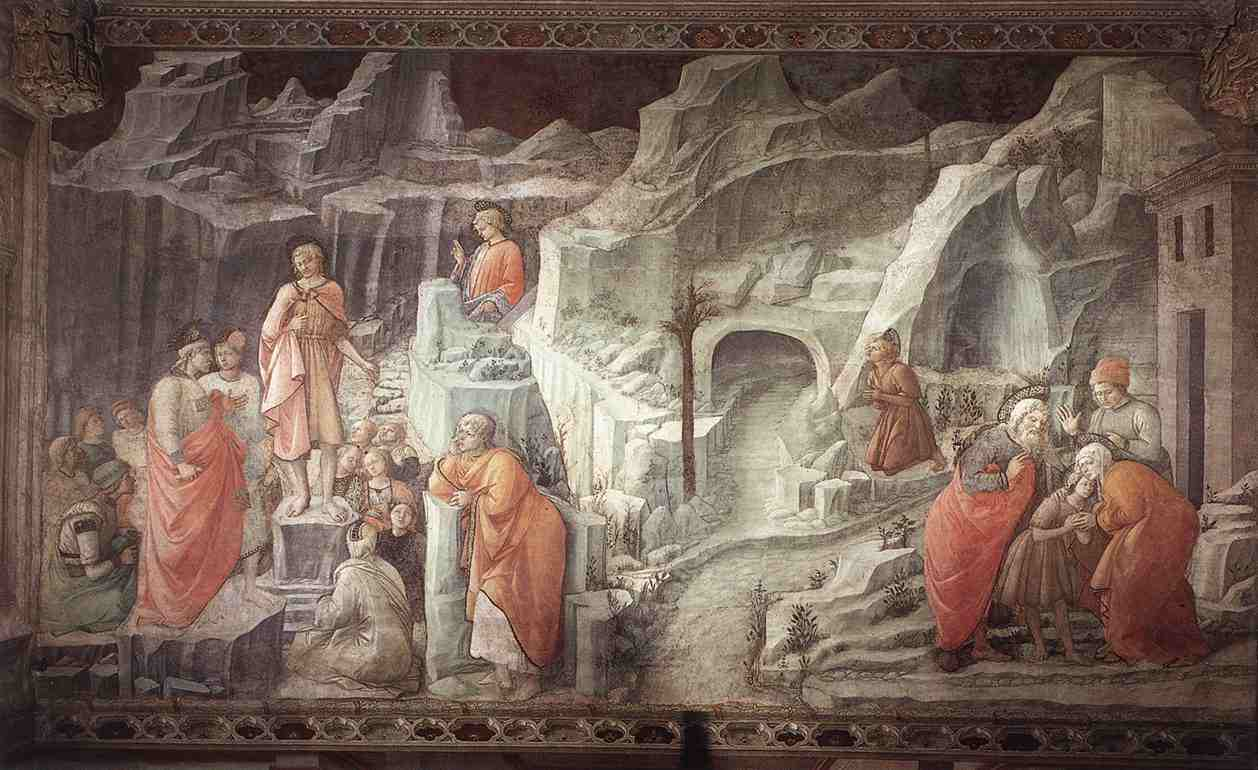
Commiato di San Giovanni, San Giovanni nel deserto e Predica

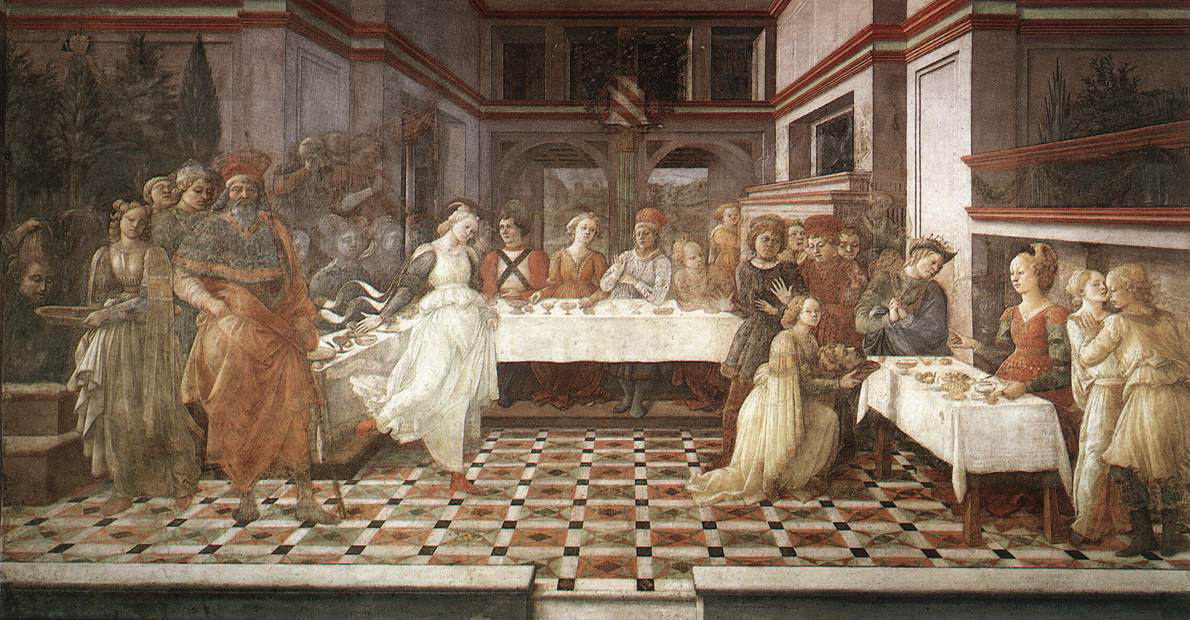
Banchetto di Erode

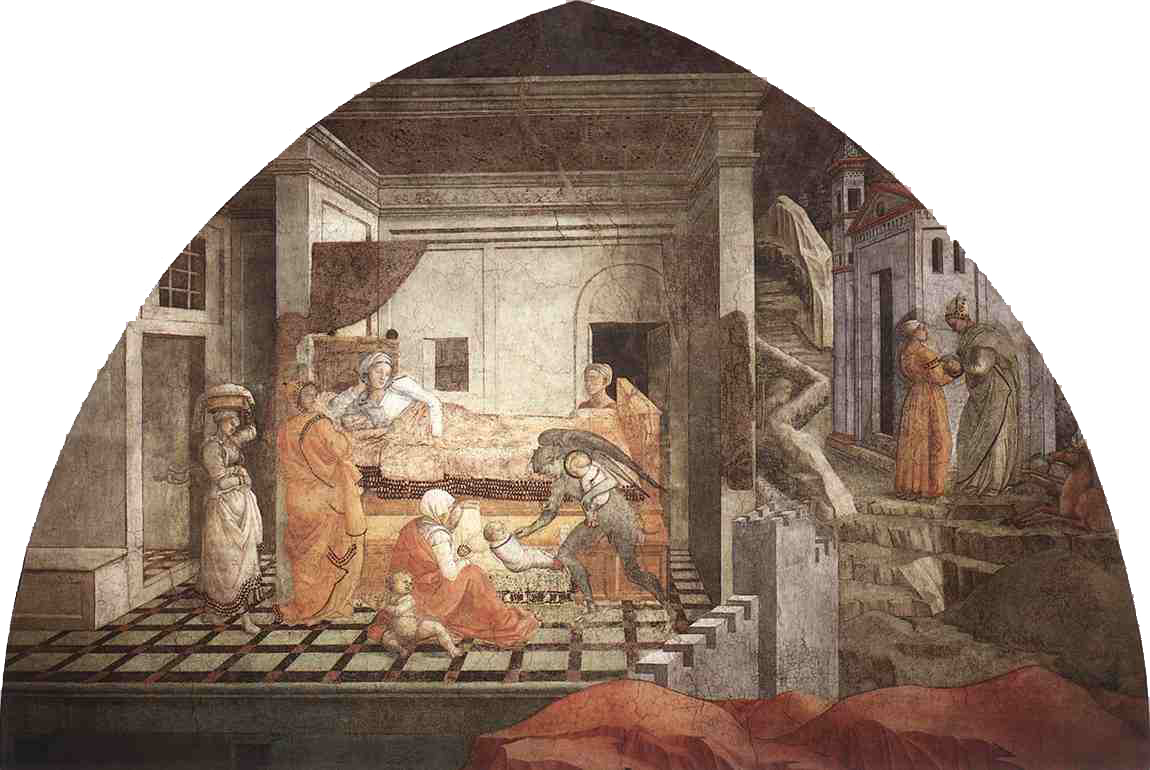
Nascita di santo Stefano

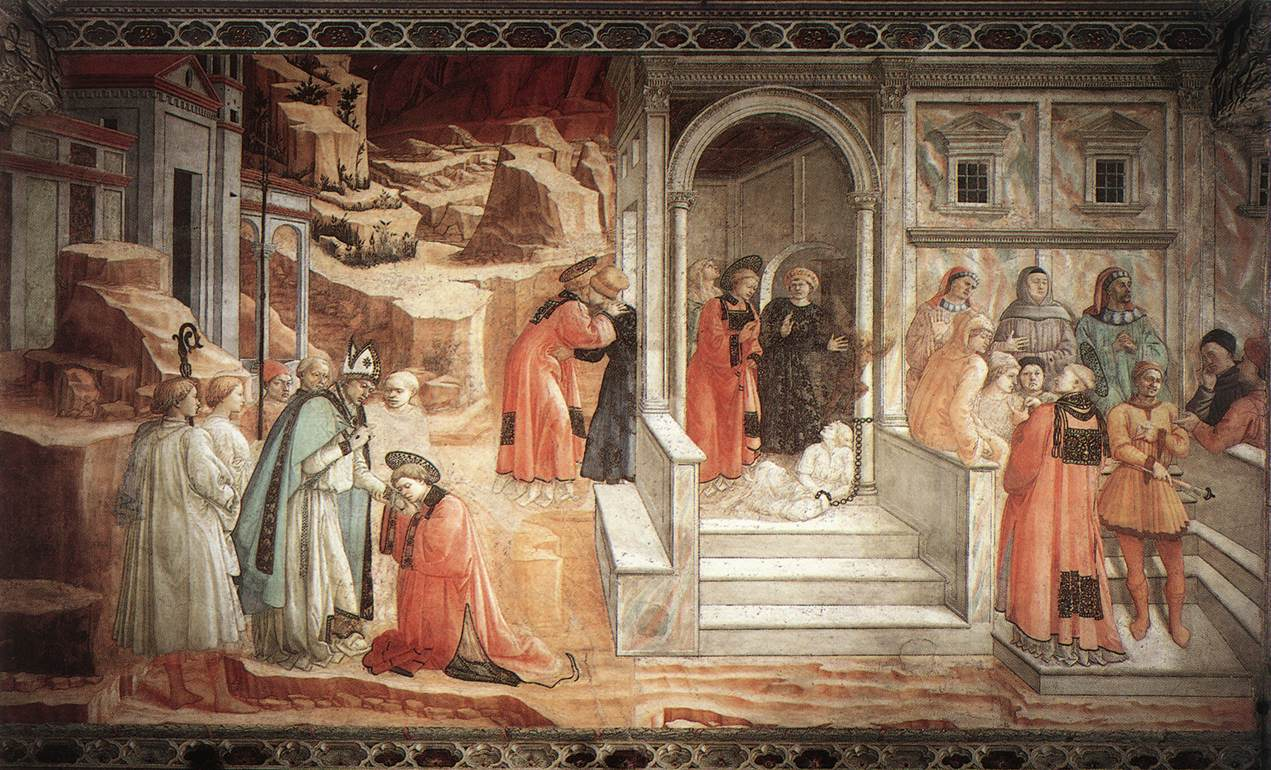
Commiato di santo Stefano, Liberazione del corpo indemoniato e Disputa nella sinagoga

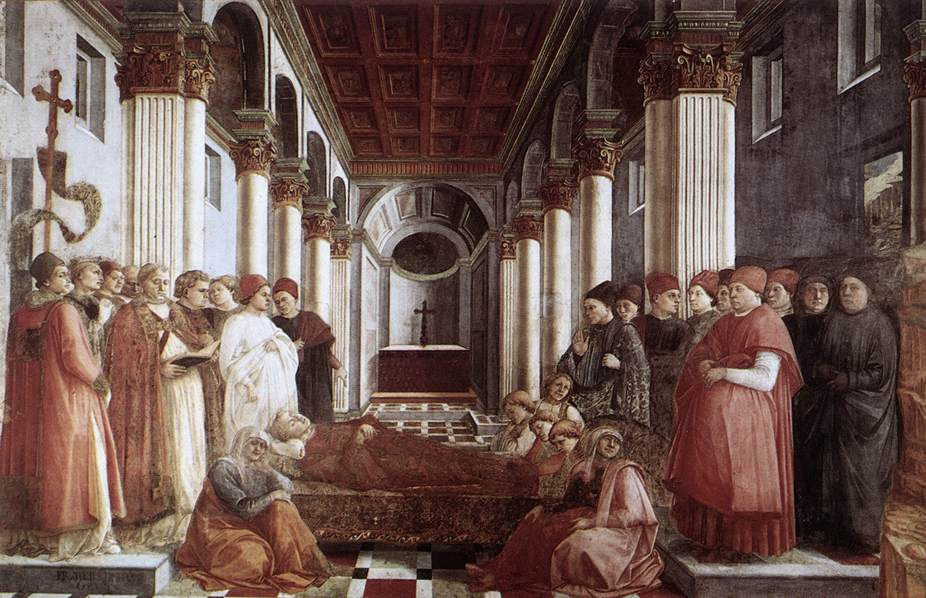
Esequie di santo Stefano

Quando il comune decise di decorare la cappella Maggiore del Duomo, l'Inghirami chiamò uno degli artisti migliori tra quelli attivi sulla scena fiorentina, facendo recapitare, tramite l'arcivescovo Antonino Pierozzi una lettera al Beato Angelico, datata marzo 1452. Il pittore, allora frate a San Domenico di Fiesole, si recò a Prato, ma declinò forse per l'impegno eccessivo richiesto dall'opera, essendo ormai il pittore piuttosto anziano e impegnato in altre commissioni. In seconda scelta si contattò Filippo Lippi, che accettò di buon grado l'offerta stabilendosi a Prato da quello stesso anno. Tra gli aiuti dell'artista ci fu Fra Diamante.
L'impresa richiese ben quattordici anni, tra rimandi, attese e scandali, come quello che ebbe come protagonisti il pittore, che era ordinato frate, e una monaca del monastero di Santa Margherita, dove il Lippi era stato cappellano dal 1455 al 1456. La donna era Lucrezia Buti dalla quale il Lippi ebbe due bambini e con la quale visse in una casa a pochi passi dal duomo pratese, in condizione di concubinato. L'evento provocò un grande scandalo, con la fuga dei due, e solo tramite l'intercessione di Cosimo de' Medici, Pio II sciolse i voti dei due religiosi permettendo loro di sposarsi, cosa che il Lippi non volle mai acconsentire "per potere far di sé e dell'appetito suo come gli paresse", come scrisse il Vasari.
Gli affreschi vennero ultimati nel 1465, l'anno successivo il Lippi partiva da Prato per Spoleto, dove sarebbe morto quattro anni dopo.
Il 13 ottobre 1993 gli affreschi vennero vandalizzati con un pennarello nero da uno psicopatico già protagonista di altri episodi simili. Nel 2001 è iniziato un importante restauro dell'intero ciclo, terminato nel 2007. Durante i lavori la cappella venne coperta da un gigantesco pannello ligneo dipinto dall'artista contemporaneo Emilio Farina, mentre era possibile per i visitatori salire i ponteggi per vedere da vicino gli affreschi e i lavori.
Dopo la riapertura della Cappella (12 maggio 2007) si è predisposto un biglietto di ingresso per la visita degli affreschi.

## Descrizione
Il ciclo di affreschi si divide sulle due pareti della cappella Maggiore, a sinistra (guardando dalla navata verso l'altare maggiore) con le Storie di santo Stefano, titolare della chiesa e patrono di Prato, e a destra di san Giovanni Battista, protettore della vicina Firenze. Sulla parete di fondo, ai lati della vetrata pure disegnata dal Lippi, si trovano in alto due Santi entro nicchie dipinte e due scene complementari alle storie. In alto, negli spicchi della volta a crociera, sono raffigurati i quattro Evangelisti.
Le storie dei due santi si leggono come di consueto dall'alto verso il basso e hanno dei rimandi speculari le une nelle altre. Nelle due lunette si trovano infatti scene della nascita dei santi, nel registro centrale scene di commiato per intraprendere la vita religiosa e nel registro inferiore scene del martirio (sulla parete centrale) e della morte o delle esequie (sulle pareti laterali).
Le Storie di santo Stefano comprendono:
1. Rapimento di santo Stefano in fasce: la scena, ambientata in una casa sezionata della parete frontale, mostra un demone alato che scambia il futuro santo, nato in una famiglia benestante, con un piccolo diavolo dalle stesse sembianze. Il fanciullo, secondo la leggenda subì varie peripezie prima di essere affidato al vescovo Giuliano e nella parte destra dell'affresco, in paesaggio roccioso, si vede l'incontro tra il giovinetto e il vescovo.
2. Congedo di santo Stefano: mostra il santo che si congeda dal vescovo Giuliano per iniziare la sua missione in Cilicia.
3. Lapidazione di santo Stefano (sulla parete centrale, in parte debordante sulla vicina parete sinistra, in modo da creare un effetto illusionisticamente tridimensionale).
4. Esequie di santo Stefano: ambientate in una basilica paleocristiana magnificamente scorciata, vi partecipano numerosi personaggi, nelle cui fattezze il pittore inserì vari ritratti di personaggi dell'epoca: Pio II vestito di rosso, Carlo di Cosimo de' Medici dietro di esso, e lì accanto lo stesso autoritratto di Lippi.

Le Storie di san Giovanni Battista comprendono:
1. Nascita del Battista.
2. Commiato dai genitori, Preghiera e Predicazione nel deserto.
3. Decollazione del Battista (sulla parete centrale).
4. Banchetto di Erode, con la composta ed elegante danza di Salomè (forse Lucrezia Buti) e la presentazione della testa del Battista a Erodiade, che assiste fredda e impassibile.

Gli affreschi di Prato vennero ampiamente rifiniti a secco, per cui oggi molti dettagli sono poco più che aloni (ad esempio nel Banchetto di Erode sono spariti i vasi sulla destra e i commensali a sinistra). Il restauro ha cercato di salvare il salvabile fissando quanto rimasto.

## Stile
Di concezione monumentale, le figure dominano le scene, avvolte in vaporosi panneggi e rese leggere dalla luminosità della pennellata e dall'assenza di contorni netti. Gli scorci profondi delle architetture accentuano il senso di movimento, anche attraverso l'utilizzo di diversi punti di fuga. Le scene sono costruite soprattutto sulla scorrevolezza delle azioni e spesso comprendono più episodi. Il chiaroscuro è "avvolgente", cioè evita stacchi drammatici, evidenziando la dolce eleganza delle linee di contorno. I personaggi sono indagati nella loro verità umana piuttosto che come imperturbabili figure sacre, come dimostrano le toccanti scene di commiato. Di fondamentale importanza per gli artisti della generazione successiva fu lo stile di Lippi in queste opere, basato soprattutto sulla ricercatezza delle pose e sul predominio virtuosistico della linea di contorno. Queste caratteristiche divennero, nella seconda metà del secolo, il marchio di fabbrica del gusto fiorentino laurenziano, dominato da Sandro Botticelli.